# أم تي يو للمحركات الجوية
أم تي يو للمحركات الجوية :(بالإنجليزية: MTU Aero Engines) والمعروفة أختصارا بـ أم تي يو (MTU) هي شركة ألمانية[ ؟ ] رائدة في تصنيع محركات الطائرات. وتقوم أم تي يو بتطوير وتصنيع بتوفير خدمات الدعم لمحركات الطائرات العسكرية والمدنية. وكانت تعرف سابقا باسم أم تي يو ميونيخ، وعملاؤه هم من مصنعين ومشغلين المحركات وتوربينات الغاز الصناعية منتشرون في جميع أنحاء العالم.

## التاريخ
في خريف عام 1968 قامت الشركتين الألمانية مان توربو (MAN Turbo) ودايملر بنز بتشكيل شركة (Entwicklungsgesellschaft für Turbomotoren GmbH)، كمشروع 50/50 مشترك بينهما، وذلك للجمع بين اهتماماتهم المشتركة في تطوير وتنمية وتصنيع محركات الطائرات. [
في يوليو عام 1969، تم ألغاء المشروع المشترك من قبل اتحاد المحركات والتوربينات المحدودة (Motoren- und Turbinen-Union) المعروفة أختصارا بـ (أم تي يو) (MTU)، والتي تولت أنشطة شركتي مان توربو ودايملر بنز في إنتاج محركات الطائرات[ ؟ ] ومحركات الديزل عالية السرعة. أم تي يو ميونيخ كانت مسؤوله عن محركات الطائرات، بينما أم تي يو (MTU Friedrichshafen) كانت مسؤوله عن محركات الديزل والتوربينات الغازية الأخرى.
في عام 1985، اشترت دايملر بنز حصة شركة مان البالغة 50٪ في الشركة، وجعلت أم تي يو جزء من قسم الفضاء المتفرع من شركة داسا (DASA). وفي عام 2000، تم دمج داسا مع شركات أخرى لتشكيل شركة الفضاء والدفاع الجوي الأوروبية - إي أي دي إس (EADS)، انفصلت أم تي يو عن داسا، وبقي جزء منها بحوزة دايملر كرايسلر. وفي عام 2003، تم بيع أم تي يو لشركة الأسهم الخاصة كيه كيه أر (KKR). وبعد ذلك بعامين، باعت كيه كيه أر جميع أسهمها في البورصات في الألمانية.
ولدى الشركة فروع ومواقع أخرى في جميع أنحاء العالم، ومنها، فانكوفر في ولاية كولومبيا البريطانية، جيشوف في بولندا، وتشو هاي في الصين.

## المنتجات

### المدني[9]
- محرك برات آند ويتني بي دبليو 4000 (PW4000Growth)، شريك لبرات آند ويتني.
- محرك بيه دبليو 1000 جي (PW1000G) ، شريك لبرات آند ويتني.
- محرك PW2000 ، شريك لبرات آند ويتني.
- محرك برات آند ويتني بي دبليو 6000 (PW6000)، شريك لبرات آند ويتني.
- محرك PW300 ، شريك لبرات آند ويتني.
- محرك PW500 ، شريك لبرات آند ويتني.
- محرك JT8D ، شريك لبرات آند ويتني.
- محرك جي بي 7000 (GP7000)، شريك في تحالف المحرك.
- محرك في 2500 (V2500)، شريك محركات ايرو الدولية.
- محرك جنرال إلكتريك جي إي أن إكس (GEnx)، شريك لشركة جنرال الكتريك للطيران.
- محرك سي إف 6 (CF6)، تعاقد من الباطن مع شركة جنرال الكتريك للطيران.

### العسكرية[10]
- محرك TP400 ، كجزء من Europrop الدولية الكونسورتيوم.
- محرك إي جيه 200 (EJ200)، كجزء من أئتلاف يوروجت توربو.
- محرك MTR390 ، كجزء من أم تي يو Turbomeca رولز رويس (MTR) الكونسورتيوم.
- محرك أر بي 199 (RB199)، كجزء من كونسورتيوم توربو يونيون.
- محرك F414 ، تعاقد من الباطن مع شركة جنرال الكتريك للطيران.
- محرك إف110، تعاقد من الباطن مع شركة جنرال الكتريك للطيران.
- محرك جنرال الكتريك جيه 79 (J79) ، شريك لشركة جنرال الكتريك للطيران.
- محرك GE38 ، شريك لشركة جنرال إلكتريك.
- محرك T64 ، شريك لشركة جنرال إلكتريك.

## وصلات خارجية
- - الموقع الرسمي